# انژلمنسته
شهر انژلمنسته (به فرانسوی: Ingelmunster) در شهرستان رئزلر در استان فلاندری غربی در منطقه فلاندری در کشور بلژیک واقع شده‌است.